# Rajd Alpejski 1966
Rajd Alpejski 1966 (27. Coupe des Alpes) – rajd samochodowy rozgrywany we Francji od 5 do 10 września 1966 roku. Była to dwunasta runda Rajdowych Mistrzostw Europy w roku 1966.

## Wyniki końcowe rajdu[2]
| Miejsce                      | Kierowca                     | Pilot                        | Samochód                     | Czas                         | Strata                       |                              |
| Klasyfikacja generalna i ERC | Klasyfikacja generalna i ERC | Klasyfikacja generalna i ERC | Klasyfikacja generalna i ERC | Klasyfikacja generalna i ERC | Klasyfikacja generalna i ERC | Klasyfikacja generalna i ERC |
| ---------------------------- | ---------------------------- | ---------------------------- | ---------------------------- | ---------------------------- | ---------------------------- | ---------------------------- |
| 1.                           | Jean Rolland                 | Gabriel Augias               | Alfa Romeo Giulia GTA        | 3:23:55.8                    | –                            |                              |
| 2.                           | Roger Clark                  | Brian Melia                  | Ford Cortina Lotus MK1       | 3:25:02.4                    | +1:06.6                      |                              |
| 3.                           | Rauno Aaltonen               | Henry Liddon                 | Austin Mini Cooper S         | 3:26:29.4                    | +2:33.6                      |                              |
| 4.                           | Jean-François Piot           | Jean-François Jacob          | Renault 8 Gordini            | 3:28:11.6                    | +4:15.8                      |                              |
| 5.                           | Henri Greder                 | Gilbert Staepelaere          | Ford Cortina Lotus MK1       | 3:29:24.5                    | +5:28.7                      |                              |
| 6.                           | Günter Klass                 | Rolf Wütherich               | Porsche 911                  | 3:38:16.6                    | +14:20.8                     |                              |
| 7.                           | Noël Labaune                 | Francis-Paul Etienne         | Alfa Romeo Giulia GTA        | 3:38:58.0                    | +15:02.2                     |                              |
| 8.                           | Lucien Bianchi               | Christian Delferier          | Citroën DS 21                | 3:42:51.2                    | +18:55.4                     |                              |
| 9.                           | Jean-Pierre Nicolas          | Claude Roure                 | Renault 8 Gordini            | 3:47:15.2                    | +23:19.4                     |                              |
| 10.                          | Bob Neyret                   | Jacques Terramorsi           | Citroën DS 21                | 3:48:23.0                    | +24:27.2                     |                              |